# Hessens regenter
Liste over regenter over Hessen er en oversigt over de fyrstelige linjer, som har regeret i regionen Hessen i den vestlige og centrale del af Tyskland. Fra 962-1806 var Hessen et land, senere flere lande, under Det tysk-romerske rige. Oprindeligt var Hessen en del af landgrevskabet Thüringen, men fra midten af det 13. århundrede blev det et selvstændigt grevskab, da den yngre søn til Henrik II, hertug af Brabant, arvede området.
Fra slutningen af det 16. århundrede blev området delt mellem forskellige linjer, som det var skik i Det tysk-romerske rige. De vigtigste af disse områder var Hessen-Kassel og Hessen-Darmstadt.
Fra slutningen af det 18. århundrede blev landgreven af Hessen-Kassel ophøjet til kurfyrste, mens landgreven af Hessen-Darmstadt blev ophøjet til storhertug af Hessen i (1806), senere storhertug af Hessen "bei Rhein" (dvs. "ved Rhinen").
Hessen-Kassel blev annekteret af Preussen i 1866, men monarkiet i Hessen-Darmstadt forsvandt først i forbindelse med 1. verdenskrigs afslutning i 1918.
Herskerne tilhørte to dynastier: Huset Hessen og Huset Brabant. Alle herskerne bar titlen landgreve (tysk: Landgraf), medmindre andet fremgår.
NB: Denne liste er ikke komplet, men in-progress
Denne liste er ufuldstændig; hjælp gerne med at udfylde den.

## Hessen

### Hessen, 1264–1458
- 1264–1308 – Henrik 1. (Henrik Barnet)
- 1308–1328 – Otto 1. (Otto den Ældre); 1308–1311 i Øvre Hessen (Marburg), genforende Hessen i 1311; søn af Henrik 1.
  - 1308–1311 – Johan; 1308–1311 i Nedre Hessen (Kassel); søn af Henrik 1.
- 1328–1376 – Henrik 2.) (Jern-Henrik); søn af Otto 1.
  - 1336–1345 – Ludvig (Ludvig Junkeren); residens i Grebenstein; søn af Otto 1.
  - 1336–1370 – Herman 1. (Herman den Ældre); residens i Nordeck; søn af Otto 1.
  - 1340–1366 – Otto 2. (Otto den Yngre); med-regent 1340–1366; søn af Henrik 2.
- 1376–1413 – Herman 2. (Herman den Lærde), med-regent siden 1367; søn af Ludvig Junkeren
- 1413–1458 – Ludvig 1. (Ludvig den Fredsommelige)

### Nedre Hessen (Kassel), 1458–1500
- 1458–1471 – Ludvig 2. (Ludvig den Ærlige); ældste søn af Ludvig 1.
- 1471–1493 – Vilhelm 1. (Vilhelm den Ældre), søn af Ludvig 2.
- 1493–1500 – Vilhelm 2. (Vilhelm den Mellemste), søn af Ludvig 2., genforenede Hessen i 1500

### Øvre Hessen (Marburg), 1458–1500
- 1458–1483 – Henrik 3. (Henrik den Rige), yngre søn af Ludvig 1.
  - Ludvig 3. (Ludvig den Yngre); (død 1478)
- 1483–1500 – Vilhelm 3. (Vilhelm den Yngre)

genforenet med Nedre Hessen i 1500 under Vilhelm 2.

### Hessen, 1500–1567
| Navn                               | Billede | Tiltrådte | Fratrådte      | Ægtefælle                                         | Relation til forgænger                      |
| ---------------------------------- | ------- | --------- | -------------- | ------------------------------------------------- | ------------------------------------------- |
| Vilhelm 2. (Vilhelm den Mellemste) |         | 1500      | 1509           | Yolande af Vaudémont Anna af Mecklenburg-Schwerin | søn af Ludvig 2.; genforenede Hessen i 1500 |
| Philip 1. (Philip den Ædelmodige)  |         | 1509      | 31. marts 1567 | Christine af Sachsen Margarethe van der Saale     | søn af Vilhelm 2.                           |

Ved Philips død i 1567 blev landgrevskabet delt mellem hans fire sønner i linjerne Hessen-Kassel, Hessen-Marburg, Hessen-Rheinfels og Hessen-Darmstadt.

## Hessen-Kassel, 1567–1803
| Navn                                  | Billede | Tiltrådte          | Fratrådte          | Ægtefælle                                                 | Relation til forgænger                                         |
| ------------------------------------- | ------- | ------------------ | ------------------ | --------------------------------------------------------- | -------------------------------------------------------------- |
| Vilhelm 4. (Vilhelm den Vise)         |         | 31. marts 1567     | 25. august 1592    | Sabine af Württemberg                                     | ældste søn af Philip 1.                                        |
| Moritz (Moritz den Lærde)             |         | 25. august 1592    | 17. marts 1627     | Agnes af Solms-Laubach Juliane af Nassau-Dillenburg       | ældste søn af Vilhelm 4.                                       |
| Vilhelm 5. (Vilhelm den Standhaftige) |         | 17. marts 1627     | 21. september 1637 | Amalie Elisabeth af Hanau-Münzenberg                      | søn af Moritz                                                  |
| Vilhelm 6. (Vilhelm den Retfærdige)   |         | 21. september 1637 | 16. juli 1663      | Hedvig Sophie af Brandenburg                              | søn af Vilhelm 5.                                              |
| Vilhelm 7.                            |         | 16. juli 1663      | 21. november 1670  |                                                           | bror til Vilhelm 7.                                            |
| Karl 1.                               |         | 21. november 1670  | 23. marts 1730     | Maria Amalie af Kurland                                   | søn af Vilhelm 6.                                              |
| Frederik 1.                           |         | 23. marts 1730     | 25. marts 1751     | Louise Dorothea af Preussen Ulrika Eleonora af Sverige    | søn af Karl 1.; Konge af Sverige 1720–1751                     |
| Vilhelm 8.                            |         | 25. marts 1751     | 1. februar 1760    | Dorothea Vilhelmine af Sachsen-Zeitz                      | bror til Frederik 1.                                           |
| Frederik 2.                           |         | 1. februar 1760    | 31. oktober 1785   | Marie af Storbritannien Philippine af Brandenburg-Schwedt | søn af Vilhelm 8.                                              |
| Vilhelm 9.                            |         | 31. oktober 1785   | 15. maj 1803       | Vilhelmine Caroline af Danmark                            | søn af Frederik 2.; Kurfyrste af Hessen 1803–1806 og 1813–1821 |

I 1803 blev Vilhelm 9. kurfyrst Vilhelm 1. af Hessen-Kassel (se nedenfor).

### Hessen-Rotenburg, 1627–1834
- 1627-1658 Herman 4.; tredje søn af Moritz af Hessen-Kassel
- 1658-1693 Ernst, Landgreve af Hessen-Rheinfels 1627-1658; femte søn af Moritz af Hessen-Kassel
- 1693-1725 Vilhelm; søn af Ernst
- 1725-1749 Ernst Leopold; søn af Vilhelm
- 1749-1778 Konstantin; arvede Hessen-Wanfried i 1755; søn af Ernst Leopold
- 1778-1806 Emanuel; søn af Konstantin
  - 1806-1813 1806 indlemmet i Kongeriget Westfalen, genoprettet 1813 som mediatiseret landgrevskab under Kurfyrstendømmet Hessen
- 1813-1834 Viktor Amadeus, Fyrste af Corvey 1815-1834, Hertug af Ratibor 1821-1834; søn af Emanuel

linjen uddød i 1834, genforenet med Hessen-Kassel

### Hessen-Rheinfels, 1627–1658
- 1627–1658 Ernst; femte søn Moritz, Landgreve af Hessen-Kassel

1658 Ernst arvede Hessen-Rotenburg efter sin bror Herman, se ovenfor

### Hessen-Wanfried, 1693–1755
- Karl, Landgreve af Hessen-Wanfried 1693–1711
- Vilhelm 2., Landgreve af Hessen-Wanfried 1711–1731, søn af Karl.
- Christian, Landgreve af Hessen-Wanfried 1711 og 1731–1755, søn af Karl.

### Hessen-Eschwege, 1632-1655
- 1632-1655 Frederik, Landgreve af Hessen-Eschwege; ottende søn af Moritz, landgreve af Hessen-Kassel

Linien uddød i 1655, forenet med Hessen-Rotenburg

## Hessen-Marburg, 1567–1604
| Navn      | Billede | Tiltrådte     | Fratrådte       | Ægtefælle                               | Relation til forgænger |
| --------- | ------- | ------------- | --------------- | --------------------------------------- | ---------------------- |
| Ludvig 4. |         | 31 Marts 1567 | 9. oktober 1604 | Hedvig af Württemberg Marie af Mansfeld | søn af Philip 1.       |

Uddød 1604 og arven omstridt mellem Hessen-Kassel og Hessen-Darmstadt, delt i 1648 mellem de to linjer.

## Hessen-Rheinfels, 1567–1583
| Navn      | Billede | Født           | Tiltrådte      | Fratrådte/Død     | Begravet |
| --------- | ------- | -------------- | -------------- | ----------------- | -------- |
| Philip 2. |         | 22. april 1541 | 31. marts 1567 | 20. november 1583 |          |

Uddød 1583 og delt mellem Hessen-Kassel, Hessen-Marburg og Hessen-Darmstadt.

## Hessen-Darmstadt, 1567–1806
| Navn         | Billede | Født              | Tiltrådte         | Fratrådte/Død     | Begravet |
| ------------ | ------- | ----------------- | ----------------- | ----------------- | -------- |
| Georg 1.     |         | 10 September 1547 | 31 Marts 1567     | 7 Februar 1596    |          |
| Ludvig 5.    |         | 24 September 1577 | 7 Februar 1596    | 27 Juni 1626      |          |
| Georg 2.     |         |                   | 27 Juni 1626      | 1 Juni 1661       |          |
| Ludvig 6.    |         |                   | 11 Juni 1661      | 24 April 1678     |          |
| Ludvig 7.    |         |                   | 24 April 1678     | 31 August 1678    |          |
| Ernst Ludvig |         |                   | 31 August 1678    | 12 September 1739 |          |
| Ludvig 8.    |         |                   | 12 September 1739 | 17 Oktober 1768   |          |
| Ludvig 9.    |         |                   | 17 Oktober 1768   | 6 April 1790      |          |
| Ludvig 10.   |         |                   | 6 April 1790      | 13 August 1806    |          |

### Hessen-Butzbach, 1609–1643
- Philip 3., anden søn af Georg 1. af Hessen-Darmstadt, 1609–1643

### Hessen-Braubach, 1625–1651
- Johan, søn af Ludvig 5. af Hessen-Darmstadt, 1626–1651

### Hessen-Itter, 1661–1676
- Georg 3., anden søn af Georg 2. af Hessen-Darmstadt, 1661–1676

## Kurfyrster af Hessen (Kurhessen), 1813-1866
| Navn                | Billede | Tiltrådte         | Fratrådte          | Ægtefælle                      | Relation til forgænger              |
| ------------------- | ------- | ----------------- | ------------------ | ------------------------------ | ----------------------------------- |
| Vilhelm 1.          |         | 30. oktober 1813  | 27. februar 1821   | Vilhelmine Caroline af Danmark | søn af Frederik 2. af Hessen-Kassel |
| Vilhelm 2.          |         | 27. februar 1821  | 20. november 1847  | Auguste af Preussen            | søn af Vilhelm 1.                   |
| Frederik Vilhelm 1. |         | 20. november 1847 | 20. september 1866 | Gertrude Lehmann               | søn af Vilhelm 2.                   |

Kurfyrstendømmet Hessen blev annekteret af Preussen i 1866

### (Overhoveder for huset Hessen-Kassel 1866–1968)
- Frederik Vilhelm 1. kurfyrste af Hessen-Kassel – den sidste kurfyrste, 1866-1875
- Frederik af Hessen-Kassel, 1875-1884
- Frederik Vilhelm 2. af Hessen-Kassel, 1884-1888
- Alexander Frederik af Hessen-Kassel, 1888-1925
- Frederik Karl af Hessen-Kassel, 1925-1940, også valgt som konge af Finland i 1918, men frasagde sig tronen.
- Philipp af Hessen-Kassel, 1940-1968

I 1968 uddøde linjen Hessen-Darmstadt; Det sidste overhovede for linjen havde adopteret overhovedet for linjen Hessen-Kassel som sin arving, der dermed blev overhovede for hele huset Hessen (se nedenfor).

## Storhertuger afHessen og ved Rhinen1806-1918
| Navn         | Billede | Født              | Tiltrådte      | Fratrådte/Død   | Begravet |
| ------------ | ------- | ----------------- | -------------- | --------------- | -------- |
| Ludvig 1.    |         |                   | 13 August 1806 | 6 April 1830    |          |
| Ludvig 2.    |         |                   | 6 April 1830   | 16 Juni 1848    |          |
| Ludvig 3.    |         | 9 Juni 1806       | 16 Juni 1848   | 13 Juni 1877    |          |
| Ludvig 4.    |         | 12 September 1837 | 13 Juni 1877   | 13 Marts 1892   |          |
| Ernst Ludvig |         | 25 November 1868  | 13 Marts 1892  | 9 November 1918 |          |

### (Overhoveder for huset Hessen-Darmstadt 1918–1968)
- Ernst Ludwig af Hessen, den sidste storhertug, 1918–1937
- Georg Donatus af Hessen 1937
- Ludwig Hermann af Hessen 1937–1968

I 1968 uddøde linjen Hessen-Darmstadt; Den sidste fyrste adopterede overhovedet for linjen Hessen-Kassel som sin arving, der derved blev overhovede for hele Huset Hessen.

### (Overhoveder for huset Hessen siden 1968)
- Philipp af Hessen, 1968-1980
- Moritz af Hessen, 1980-2013
- Heinrich Donatus af Hessen, 2013-

## Tronerne i Hessen-Kassel og Finland
I 1866 blev kurfyrst Frederik Vilhelm 1., kurfyrste af Hessen-Kassel fordrevet af preusserne, og Hessen-Kassel blev annekteret af Preussen.
Efter den landflygtige kurfyrstes død i 1875 gjorde Frederik af Hessen-Kassel forgæves krav på den kurfystelige trone. Frederik af Hessen (1820–1884) var titulær landgreve til Hessen-Kassel-Rumpenheim, tidligere dansk tronarving, bror til dronning Louise af Damark og svoger til kong Christian 9. af Danmark.
Efter Frederik af Hessen-Kassels død i 1884 overtog sønnen Frederik Karl af Hessen-Kassel (1868–1940) det kurfystelige arvekrav.
Frederik Karl af Hessen-Kassel var valgt til konge af Finland i oktober 1918 – december 1918. På grund af de urolige forhold ved afslutningen af 1. verdenskrig tiltrådte han aldrig som finsk konge.

## Efterkommere af Frederik Karl af Hessen-Kassel og Margarethe af Preussen
Landgreve Frederik Karl af Hessen-Kassel (1868–1940) var gift med Margarethe Beatrice af Preussen (1872–1954). Hun var søster til kejser Wilhelm 2. af Tyskland.
Blandt deres efterkommere er:
- Philipp af Hessen-Kassel (1896–1980), gift med Mafalda af Savoyen (1902–1944)
  - Moritz af Hessen (1926–2013), gift med Tatiana af Sayn-Wittgenstein-Berleburg (født 1940)
    - Donatus af Hessen, født 1966, søn af Moritz af Hessen
      - Arveprins Moritz af Hessen-Kassel, født 2007, søn af Donatus
      - Prins August af Hessen-Kassel, født 2012
      - Prinsesse Paulina af Hessen-Kassel, født 2007, datter af Donatus

    - Prins Philipp Robin af Hessen-Kassel, født 1970, bror til Donatus
      - Prins Tito af Hessen-Kassel, født 2008, søn af Philipp Robin
      - Prinsesse Elena af Hessen-Kassel, født 2006

    - Prinsesse ''Mafalda af Hessen-Kassel'', født 1965, gift med greve Enrico Marone Cinzano (født 1963), gift med Carlo Galdo, gift med grev Ferdinando Brachetti Peretti (født 1960), søster til Donatus
      - Greve Cosmo Brachetti-Pirettii, født 2000, prinsesse Mafaldas søn
      - Greve Briano Brachetti-Piretti, født 2002, prinsesse Mafaldas næstældste søn
      - Tatiano Galdo, født 1992, prinsesse Mafaldas datter
      - Polissenna Galdo, født 1993, prinsesse Mafaldas næstældste datter

    - Prinsesse Elena Hessen-Kassel, født 1967, søster til Donatus
      - Madeleine Caiazzo, født udenfor ægteskab i 2002, datter af prinsesse Elena

  - Heinrich von Hessen-Kassel (1927–1999)
  - Otto Adolf prins og landgreve af Hessen (1937–1998), gift 1965 med Eleonore Wrede, gift 1988 med Elisabeth Bönker (1944–2013), prins Philipps søn
  - Prinsesse Elisabeth Hessen-Kassel, født 1940, gift 1962 med Friedrich Carl Graf von Oppersdorff (1925–1985), prins Philipps datter
    - Greve Friedrich von Opppersdorff, født 1962, prinsesse Elisabeths søn
    - Greve Alexander von Oppersdorff, født 1965, prinsesse Elisabeths næstældste søn
- Prins Christoph af Hessen-Kassel (1901–1943), gift med prinsesse Sophie af Grækenland og Danmark (1914–2001), søn af Frederik Karl af Hessen-Kassel
  - Prins Karl af Hessen-Kassel, født 1937, søn af Christoph af Hessen-Kassel og Sophie af Grækenland og Danmark,
    - Prins Christoph af Hessen-Kassel, født 1969, søn af prins Karl
    - Prinsesse Irina Verena af Hessen-Kassel, født 1971, gift med Alexander Graf von Schönburg-Glauchau (født 1969), datter af prins Karl
      - Greve Maximus af Schonburg-Glauchau, født 2003, søn af prinsesse Irina
      - Greve Valentin af Schonburg-Glauchau, født 2005, prinsesse Irinas næstældste søn
      - Komtesse Maria-Laetitia af Schonburg-Glauchau, født 2001, prinsesse Irinas datter

  - Prins Rainer af Hessen-Kassel, født 1939, bror til Karl, søn af Christoph af Hessen-Kassel og Sophie af Grækenland og Danmark
  - Prinsesse Christina Margarethe af Hessen-Kassel (1933 – 2011), datter af Christoph af Hessen-Kassel og Sophie af Grækenland og Danmark, Christina Margarethe var først gift med Andreas af Jugoslavien (1929-1990) (yngste søn af Marie af Jugoslavien (1900-1961) (Marie var en datterdatter af Alfred, hertug af Edinburgh) og Alexander 1. af Jugoslavien (1888-1934)) og senere med Robert Floris van Eyck (1916-1961).
    - Prinsesse Maria Tatiana ("Tania") (født 18. juli 1957), gift 30. juni 1990 med Gregory Per Edward Anthony Michael Thune-Larsen. Maria Tatiana arbejder som fotograf under navnet Tania Thune-Larsen.
      - Sonia Tatiana Thune-Larsen (født 1992).
      - Olga Kristin Thune-Larsen (født 1995).

    - Prins Christopher (1960–1994), omkommet ved en cykelulykke
    - Mark van Eyck, født 1966, søn af Christina af Hessen-Kassel,
    - Helen Harman, født 1963, Mark van Eycks søster
      - Sascha Harman, født 1986, Helen Harmans datter
      - Pascale Harman, født 1989, Helen Harmans næstældste datter

Prinsesse Dorotheas linje:
Slægten Windisch-Graetz har navn efter den slovensk-østrigske grænseby Slovenj Gradec (tysk: Windischgraz). I nutiden lever de fleste af slægtens medlemmer i de katolske lande Østrig og Italien, og de fleste af Windisch-Graetz's efterkommere er katolikker.
- Prins Christoph af Hessen-Kassel (1901–1943), gift med prinsesse Sophie af Grækenland og Danmark (1914–2001), søn af Frederik Karl af Hessen-Kassel
  - prins Friedrich Karl af Windisch-Grätz (1917-2002), gift med prinsesse Dorothea Charlotte Karin af Hessen, født 1934 på Panker, (datter af prinsesse Sophie af Grækenland og Danmark (1914-2001))
    - Prinsesse Marina Margarita Sofia Leontina Christina af Windisch-Grätz (født 3. december 1960), gift med Gyula Lajos Jakabffy den 8. maj 1988. De har to døtre:
      - Réka Dorothea Sita Jakabffy (født 17. september 1988)
      - Sophia Magdolna Jakabffy (født 27. august 1989)

    - Prinsesse Clarissa Elisabeth Fiore af Windisch-Grätz (født 5. august 1966), gift med Eric De Waele den 16. november 1985. De har fire børn og to børnebørn:
      - Michel Jean Henri de Waele (født 18. maj 1986), gift med Caroline Libbrecht i 2011. De har to børn:
        - Raphaël De Waele (født 2013)
        - Lucy De Waele (født 2015)

      - Alexander Federico Mark de Waele (født 3. juli 1987)
      - Mathieu Paul Philippe de Waele (født 16. december 1988)
      - Rubi Jade de Waele (født 26. januar 1994)

Prinsesse Clarissas linje:
- Prins Christoph af Hessen-Kassel (1901–1943), gift med prinsesse Sophie af Grækenland og Danmark (1914–2001), søn af Frederik Karl af Hessen-Kassel
  - Prinsesse Clarissa af Hessen-Kassel, født 1944, søster til Karl, datter af Christoph af Hessen-Kassel og Sophie af Grækenland og Danmark,
    - Johanna, datter af Clarissa af Hessen-Kassel, født udenfor ægteskab i 1980